# O Trabuco
O Trabuco" foi o nome de um programa de rádio brasileiro transmitido na década de 1960.
Em 1962, o jornalista e radialista Vicente Leporace lançou "O Trabuco", um informativo matinal que consistia na leitura diária das notícias veiculadas nos principais periódicos do país, seguidas de comentários e críticas sobre elas. A vinheta de seu programa, que soou por 16 anos nos lares brasileiros, dizia: "Seu Leporace agora com o Trabuco (bang!), vai comentar as notícias dos jornais. Seu Leporace agora com o Trabuco (bang!), vai dar um tiro nos assuntos nacionais". Em 16 de abril de 1978, um domingo, Leporace faleceu, e "O Trabuco" foi extinto, dando lugar ao "Jornal Gente"